# アブドゥラー・ユスフ・ヘラル
アブドゥラー・ユスフ・ヘラル（アラビア語: عبد الله يوسف هلال，英語: Abdulla Yusuf Helal，1993年6月12日 - ）は、バーレーン・マナーマ出身の同国代表サッカー選手。プルシジャ・ジャカルタ所属。ポジションはセンターフォワード。

## 来歴
2009年、イースト・リファーで選手としてのキャリアをスタートさせる。2017-18シーズン、アル・ムハッラクでプレーして同シーズンのバーレーン・プレミアリーグを制する。
2018年7月19日、チェコ1部のボヘミアンズ1905への移籍が発表され、ユスフはヨーロッパの1部リーグでプレーする初のバーレーン人選手となった。7月28日のプシーブラム戦で65分から途中出場でデビューを果たし、この試合で1ゴール1アシストを記録した。
AFCアジアカップ2019開催直前の2019年1月4日、SKスラヴィア・プラハがボヘミアンズ1905からユスフを獲得し、2018-19シーズン終了まではローンで引き続きボヘミアンズでプレーすることが発表された。
ユスフは2019年9月17日、UEFAチャンピオンズリーグ 2019-20グループステージのインテル戦に途中出場し、UEFA CLに出場した初のバーレーン人選手となった。
2022年7月20日、プルシジャ・ジャカルタに移籍した。

### 代表
バーレーン代表としてAFCアジアカップ2015およびAFCアジアカップ2019に出場した。